# Liurai

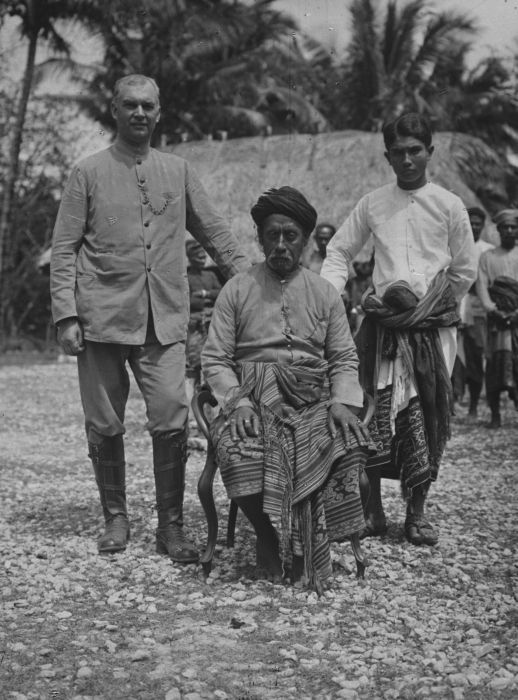
Portret van de raja van Amarasi, Isaac van Baven, met dominee Loeff en zijn beoogde opvolger raja Alex

Liurai is de traditionele titel van een heerser in Timor. Het grondgebied van een liurai werd rai genoemd (tetun voor land, streek, grond). Wegens de gelijkenis met het Portugese woord rei voor koning, werden hun gebieden reino (koninkrijk in het Portugees) genoemd. Andere Europese talen namen deze betekenis over (raja in het Nederlands), vandaar dat de liurais nu worden beschreven als kleine koningen. De koninkrijken van de liurai's waren echter geen geïsoleerde en homogene sociaal-culturele entiteiten, die koninkrijken in de ware zin van het woord vormden.